# Degradacja Edmana
Degradacja Edmana – metoda sekwencjonowania peptydów polegająca na kolejnym odrywaniu oznakowanych aminokwasów z N-końca cząsteczki peptydu. Opracowana w 1950 roku przez szwedzkiego biochemika Pehra Edmana.

Sumaryczny przebieg reakcji
Degradację Edmana wykonuje się w dwóch etapach, zasadowym i kwasowym. Pierwszy etap to reakcja N-fenyloizotiocyjanianu z terminalną grupą aminową (−NH
2), która w łagodnym środowisku alkalicznym występuje w formie obojętnej (niesprotonowanej). Otrzymany w ten sposób związek, pochodna tiomocznika, w następnym etapie w środowisku kwasu solnego ulega cyklizacji i rozpadowi do heterocyklicznego produktu degradacji nazywanego fenylotiohydantoinową pochodną aminokwasu (tzw. PTH-aminokwasu) oraz peptydu, krótszego o jeden aminokwas. Powstające PTH-aminokwasy są identyfikowane za pomocą chromatografii lub elektroforezy.

Mechanizm degradacji Edmana
Maksymalna długość sekwencjonowanego peptydu to 50–60 aminokwasów (ze względu na nieilościowy przebieg reakcji). Sekwencjonowanie metodą Edmana może być wykonywane w sposób zautomatyzowany